# Leopold Heyrovský
Leopold Heyrovský, známý též jako Leo Heyrovský (25. listopadu 1892 Praha – 29. června 1976 Praha) byl český právník a amatérský entomolog – koleopterolog světového jména.
Byl významný jako taxonom – autor popisu nových druhů hmyzu, a to především v čeledi tesaříkovití – Cerambycidae.

## Životopis
Narodil se jako syn Leopolda Heyrovského (1852–1924), profesora práv na Karlově univerzitě, a jeho ženy Kláry, roz. Hanlové z Kirchtreu. Pocházel z pěti dětí (3 dcery a 2 synové). Starší bratr Jaroslav Heyrovský (1890–1967) se roku 1959 stal prvním českým nositelem Nobelovy ceny (za chemii, objev polarografie), sestra Klára se provdala za malíře Arnošta Hofbauera.
Po skončení obecné a měšťanské školy absolvoval gymnázium a pokračoval ve studiu na pražské Právnické fakultě Univerzity Karlovy. Od roku 1920 pracoval krátce na ministerstvu školství.
Byl více znám jako entomolog než jako právník.
Na jeho počest byly pojmenovány některé druhy hmyzu, například: Alocoderus heyrovskyi Balthasar, 1935, Tropinota hirta heyrovskyi Obenberger, 1917, Schmidtiana heyrovskyi Podany, 1968 (= Luzonia heyrovskyi Podany, 1968), Xixuthrus heyrovskyi Tippmann, 1946, Protaecia (Potosia) morio heyrovskyi Balthasar, Geotrupes heyrovskyi Balthasar, 1960,Oberea heyrovskyi Pic, 1927, Purpuricenus kaehleri f. heyrovskyi, Harpalus heyrovskyi Jedlička, 1928, Agathidium bohemicum heyrovskyi Hlisnikovsky, 1964, Arima marginata heyrovskyi Havelka, 1959 a další.
Pro světovou entomologii má význam řada jeho prací, ale mezi entomology je nejznámější jeho monografie: „Tesaříkovití – Cerambycidae. Fauna ČSSR, 5.“ z roku 1955.
Zemřel v Praze, kde je také pochován. Jeho sbírka hmyzu je uložena v Národním muzeu v Praze, část sbírky (Iphidae z palaearktické oblasti světa) je ve Slezském zemském muzeu v Opavě.

### Dílo
- Heyrovský, L.: 1931, Beitrag zur Kenntnis der bulgarischen Cerambyciden. Mitt. Nat. Inst. Sofia, 4: 76 – 78.
- Heyrovský, L.: 1934, Příspěvek k poznání albánských tesaříků. Beitrag zur Kenntnis der albanischen Cerambyciden (Col., Cerambycidae). Acta Soc. ent. Čsl., 31: 132 – 137.
- Heyrovský, L.: 1937, Druhý příspěvek k poznání albánských tesaříků. Zweiter Beitrag zur Kenntnis der albanischen Cerambyciden (Col., Cerambycidae). Acta Soc. ent. Čsl., 34: 88 – 91.* Heyrovský, L.: 1940, Vierter Beitrag zur Verbreitung der palaearktischen Cerambyciden (Col.). Mitt. Münch. Ent. Ges., 30: 844 – 848.
- Heyrovský, L.: 1955, Tesaříkovití – Cerambycidae. Fauna ČSR, 5. Prag: 348 pp.
- Heyrovský, L.: 1959, Notulae cerambycidologicae II. Acta Mus. Siles., 8: p. 51 – 58.
- Breuning, S. & Heyrovský, L.: 1961, Cerambycides nouveaux de la collection Heyrovsky. Bull. Soc. Entomol. Mulhouse: 16 – 18.
- Heyrovský, L.: 1964, Cerambycides nouveaux de la collection Heyrovsky (Deuxiéme partie). Bull. Soc. Entomol. Mulhouse, 27 – 30.
- Heyrovský, L.: 1965, Tesaříkovití (Cerambycidae). Fauna ČSSR, 5 – Dodatek. Supplement a la faune ČSR 5 (Cerambycidae). Acta ent. bohemoslov., 62: 67 – 69.
- Heyrovský, L.: 1967, Ergebnisse der Albanien – Expedition 1961 des Deutschen Entomologischen Institutes. Coleoptera: Cerambycidae. Beitr. Ent., 17(3/4): 573 – 621.
- Heyrovský, L.: 1967, Theophilea cylindricollis Pic., eine neue Bockküfergattung für Mitteleuropa (Col., Cerambycidae). Acta ent. bohemoslov., 64: 235.